# Dave Prichard
 (mars 2019).
Si vous disposez d'ouvrages ou d'articles de référence ou si vous connaissez des sites web de qualité traitant du thème abordé ici, merci de compléter l'article en donnant les références utiles à sa vérifiabilité et en les liant à la section « Notes et références ».
Pour les articles homonymes, voir Prichard.
Dave Pritchard était un musicien nord-américain né le 27 novembre 1963 et mort d'une leucémie le 27 février 1990.
Il fut de 1982 jusqu'à son décès un des guitaristes d'Armored Saint.